# Гесвейк
Гесвейк (нід. Heeswijk) — село в нідерландській провінції Північний Брабант. Входить до муніципалітету Бернгезе.
Його площа становить 2,91 км², а населення станом на 2021 рік складало 6 580 осіб.
Перша згадка про населений пункт датується 12-им сторіччям.
До 1969 року мало статус окремого муніципалітету.

## Галерея

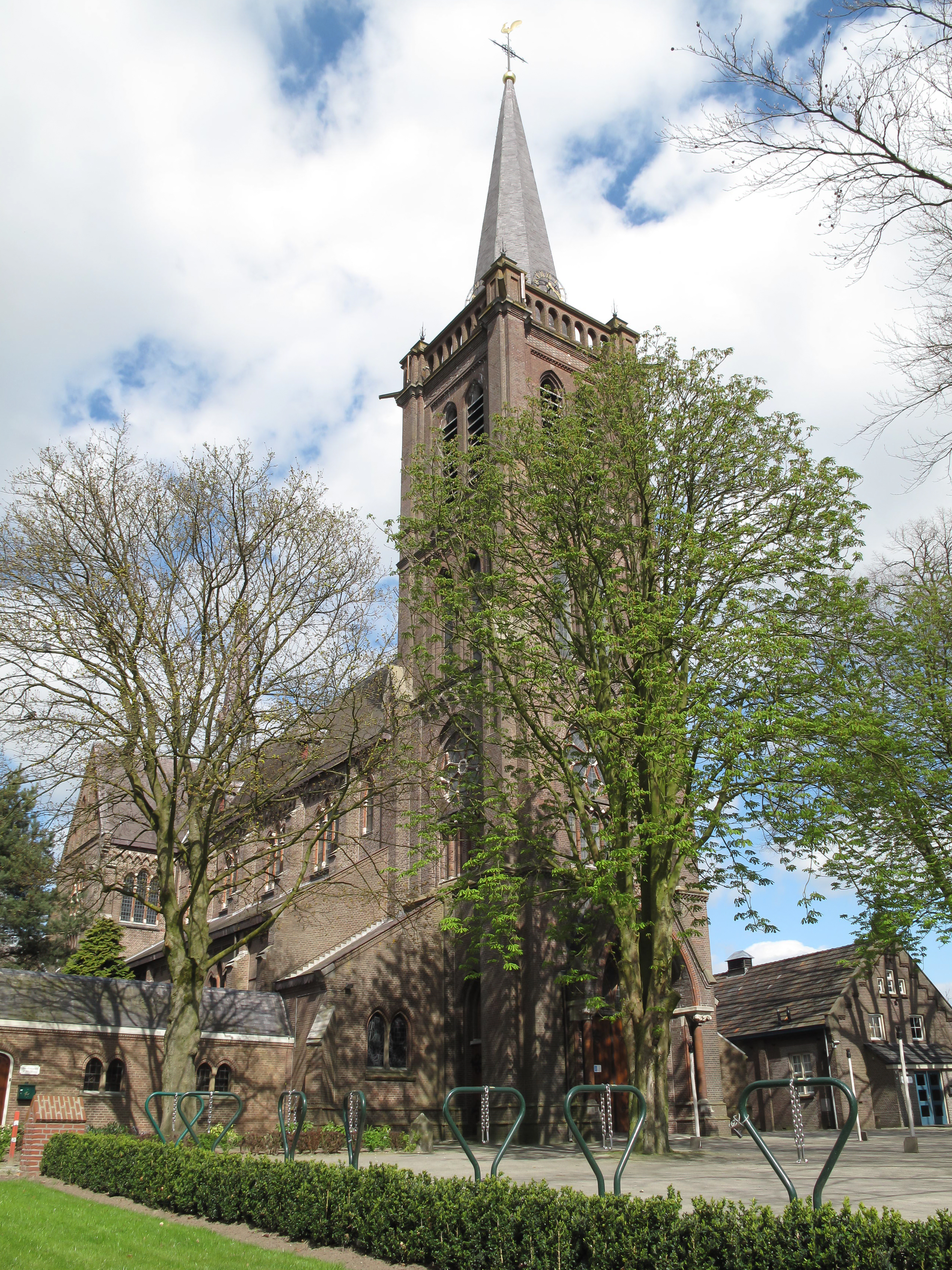
Церква у Гесвейку
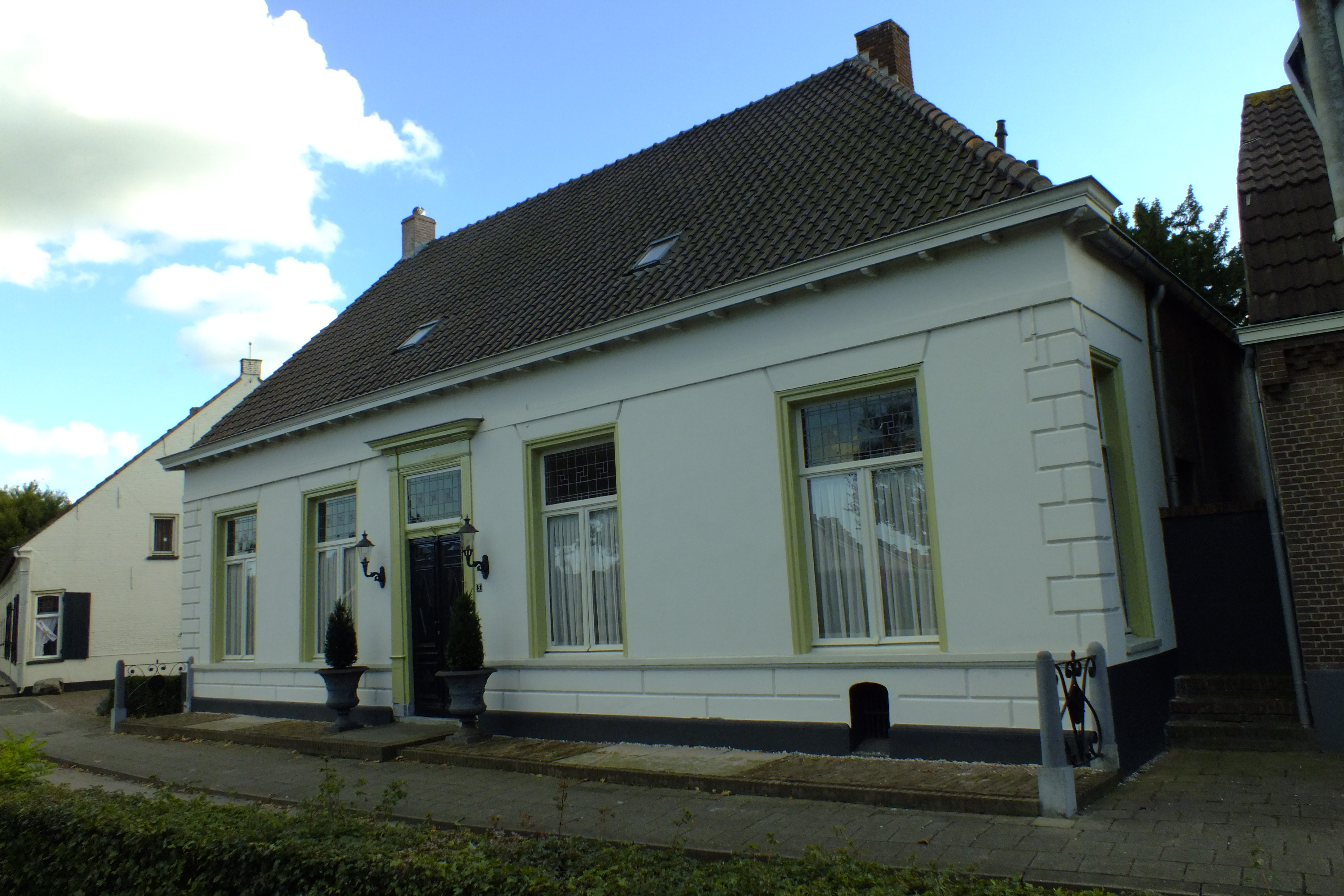
Сільський будинок
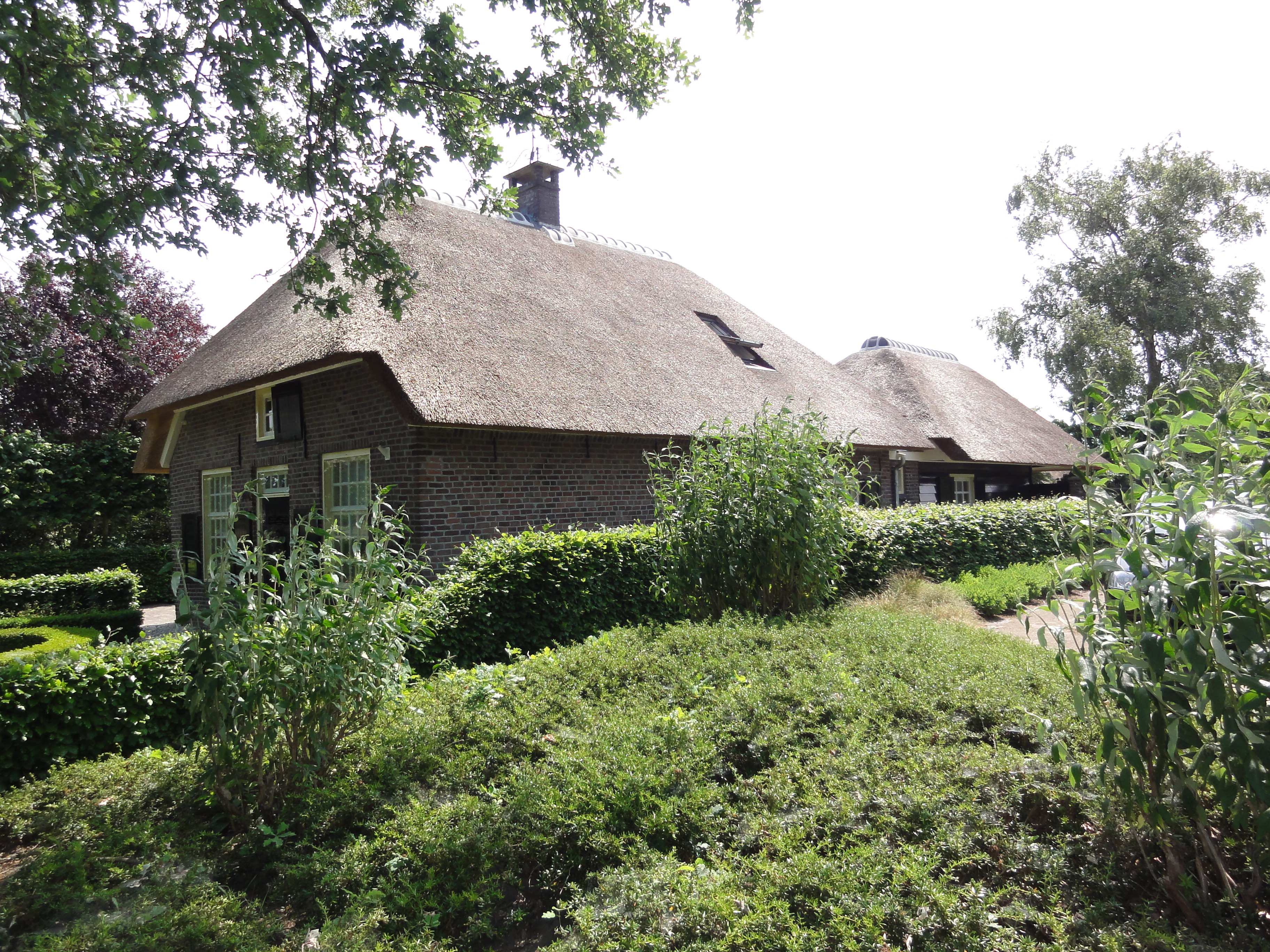
Ферма у Гесвейку